# Módulo de Servicio Orión

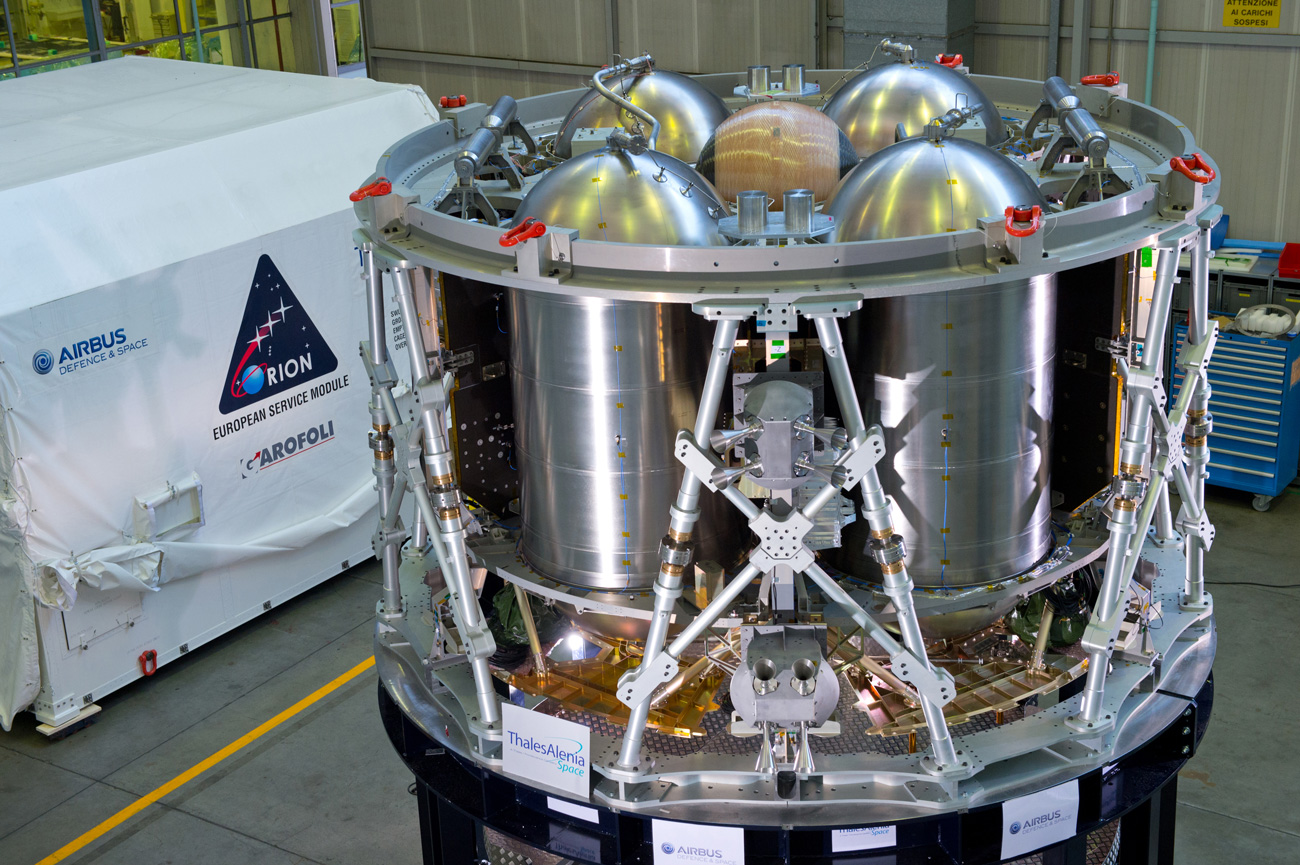
Artículo de prueba estructural para el Módulo de Servicio, entregado a la NASA en noviembre de 2015

El Módulo de Servicio Orion o Módulo de Servicio Europeo es el componente de la nave espacial Orión, que actúa como  principal componente de potencia y propulsión hasta que es desechado al final de cada misión. En enero de 2013, NASA anunció que la Agencia Espacial Europea (ESA) iba a aportar el módulo de servicio para Artemis I, por ese entonces conocida como Exploration Mission-1, en sustitución del diseño anterior. La ESA designó a la europea Airbus Defence and Space para el diseño y construcción del módulo, basado en el Vehículo de transferencia automatizado (ATV), el nuevo diseño también se conoce como el "Módulo de Servicio Europeo" (ESM).
El módulo de servicio mantiene el módulo de tripulación desde el lanzamiento hasta la separación antes del retorno. Proporciona capacidad de propulsión en el espacio para la transferencia orbital, control de actitud y cancelaciones de ascenso a gran altitud. Proporciona el agua y el oxígeno necesarios para un entorno habitable, genera y almacena energía eléctrica y mantiene la temperatura de los sistemas y componentes del vehículo. Este módulo también puede transportar cargas no presurizadas y cargas útiles científicas.

## Historia

### Antiguo diseño

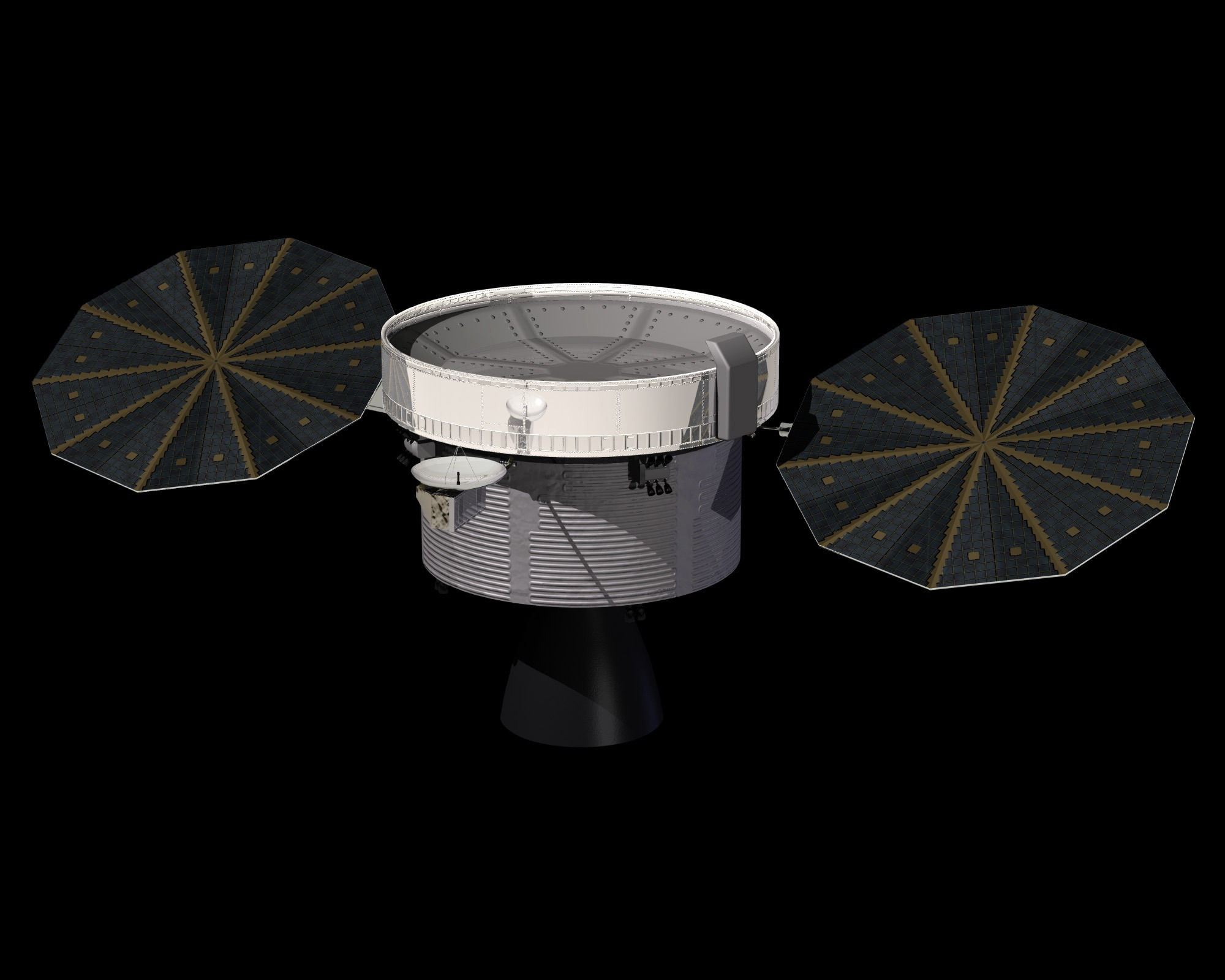
Diseño del Módulo de Servicio Pre-ATV

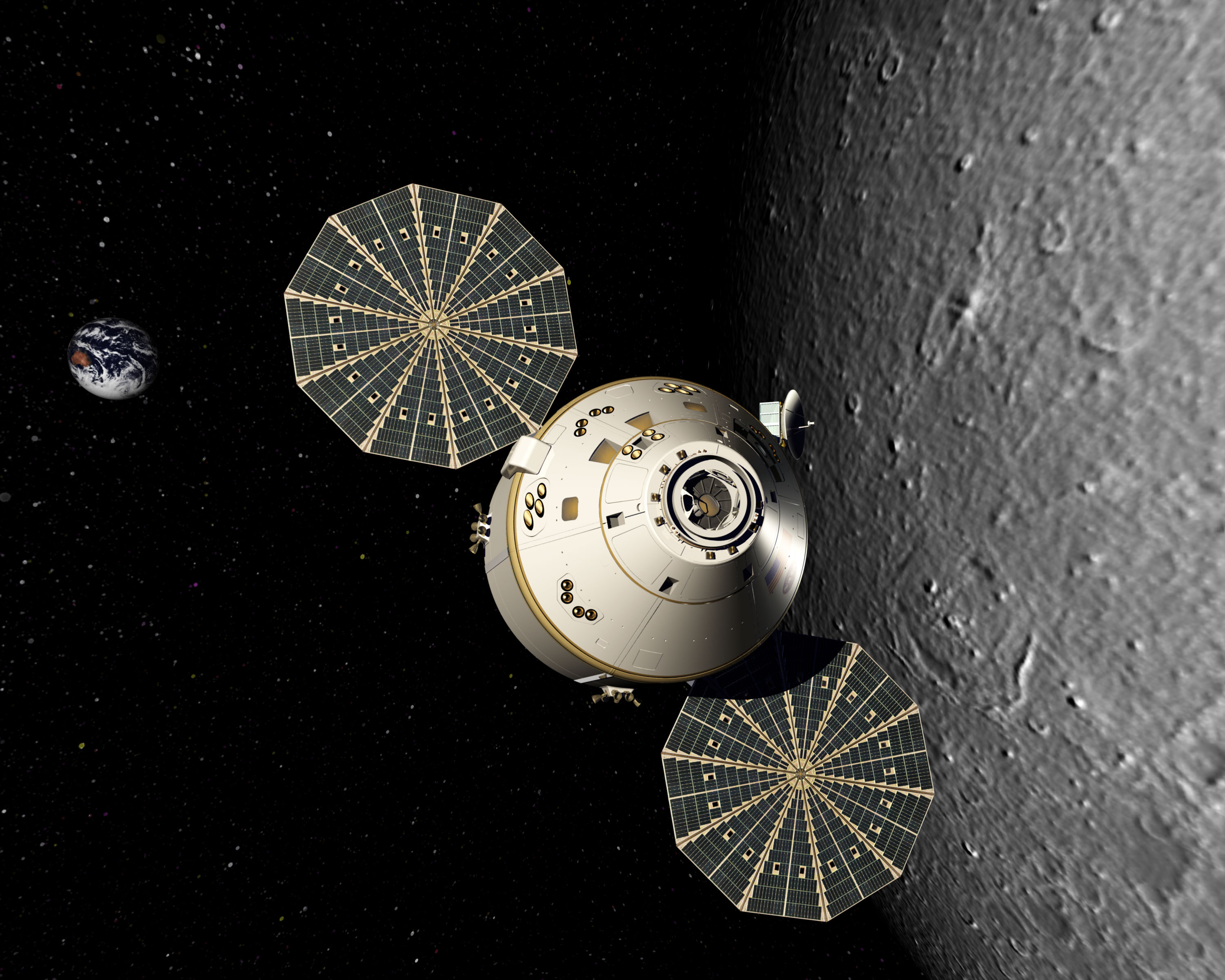
Concepción artística de la nave espacial Orión en órbita lunar con paneles solares circulares

Aproximadamente de forma cilíndrica, el módulo de servicio Orion original de diseño estadounidense, al igual que el módulo de tripulación, habría sido construido de aleación Al-Li (para mantener el peso bajo), y habría presentado un par de paneles solares circulares desplegables, similares en diseño a los paneles usados en el módulo de aterrizaje Mars Phoenix. Los paneles, los primeros en ser usados en una nave espacial tripulada de la EUA (excepto por un periodo de 10 años, la nave espacial soviética/rusa Soyuz los ha usado desde la primera misión en 1967), permitirían a la NASA eliminar la necesidad de llevar celdas de combustible propensas a fallas de funcionamiento, y sus equipos asociados (principalmente LH2) en el módulo de servicio, resultando una nave espacial más corta, pero aún más maniobrable. En octubre de 2008 se reportaron exitosas pruebas iniciales de un diseño de arreglo solar Orion usando hardware de "ala UltraFlex" a escala real.
El motor principal Orion (OME) era un motor de cohete bipropulsor de 3401,943 kg de empuje, alimentado por presión, enfriado con regeneración, almacenable y fabricado por Aerojet. El OME era una versión de mayor rendimiento del motor de empuje del cohete de 2721,554 kg utilizado por el Transbordador espacial para su sistema de maniobra orbital (OMS). En el Sistema de Control de Reacción SM (RCS, por sus siglas en inglés), los propulsores de maniobra de la nave espacial (originalmente basados en el sistema "quad" de Apolo, pero que se asemejan al utilizado en Gemini), también serían alimentados a presión, y utilizarían los mismos propulsores. La NASA creía que el SM RCS sería capaz de actuar como respaldo para una inyección transterrestre (TEI) en caso de que falle el motor SM principal.
Un par de tanques LOX (similares a los utilizados en el Apolo SM) proporcionarían a la tripulación, junto con pequeños tanques de nitrógeno, aire respirable a nivel del mar o presión de "altitud de crucero" (14.7 o 10.2 psi), con un pequeño "tanque de oleaje" que proporcionaría el soporte vital necesario durante el reingreso y aterrizaje.  Los cartuchos de hidróxido de litio (LiOH) reciclarían el sistema ambiental de la nave espacial "limpiando" el dióxido de carbono (CO2) exhalado por los astronautas del aire de la nave y añadiendo oxígeno y nitrógeno nuevos, que luego se volvía a expulsar al circuito del sistema. Debido al cambio de celdas de combustible a paneles solares, el módulo de servicio tendría un tanque de agua a bordo para proporcionar agua potable a la tripulación, y (cuando se mezcla con glicol), agua de enfriamiento para la electrónica de la nave espacial. A diferencia de la práctica de Apolo de arrojar agua y orina por la borda durante el vuelo, el Orión tendría un sistema de reciclaje a bordo, idéntico al utilizado en la Estación Espacial Internacional, para convertir tanto el agua residual como la orina en agua potable y agua de enfriamiento.
El Módulo de Servicio también fue el encargado de montar el sistema de gestión del calor residual de la nave (sus radiadores) y los ya mencionados paneles solares. Estos paneles, junto con las baterías de respaldo ubicadas en el CM de Orión, proporcionarían energía en vuelo a los sistemas de la nave. El voltaje, 28 V CC, era similar al utilizado en la nave espacial Apolo durante el vuelo.
El módulo de servicio Orion estaría encapsulado en cubiertas de fibra de vidrio desechadas al mismo tiempo que la cubierta protectora LES/Boost, que tendría lugar aproximadamente 2½ minutos después del lanzamiento (30 s después de que se desechara la primera etapa del cohete sólido). Antes del rediseño del "Orion 606", el Orion SM se asemejaba a una versión extendida del Módulo de Servicio Apolo. El diseño "Orion 606" SM retuvo el ancho de 5 m para los aditamentos del Orion SM con el Orion CM, pero utilizó un diseño de módulo de servicio similar al Soyuz para permitir a Lockheed Martin hacer el vehículo más ligero en peso y permitir la fijación de los paneles solares circulares en los puntos centrales del módulo, en lugar de en la base cerca del adaptador de la nave espacial/cohete, que podría haber sometido a los paneles a daños.
El módulo de servicio de Orion (SM) fue diseñado con una forma cilíndrica, con un diámetro de 5,03 m (16 ft 6 in) y una longitud total (incluyendo el propulsor) de 4,78 m (15 ft 8 in). Con los paneles solares extendidos, la luz era de 17.00 m (55.77 ft) o 55.00 ft (55.77 ft). 00 ft (16.76 m) . La masa vacía proyectada fue de 3.700 kg (8.000 kg), la capacidad de combustible fue de 8.300 kg (18.000 kg).

#### Módulo basado en ATV

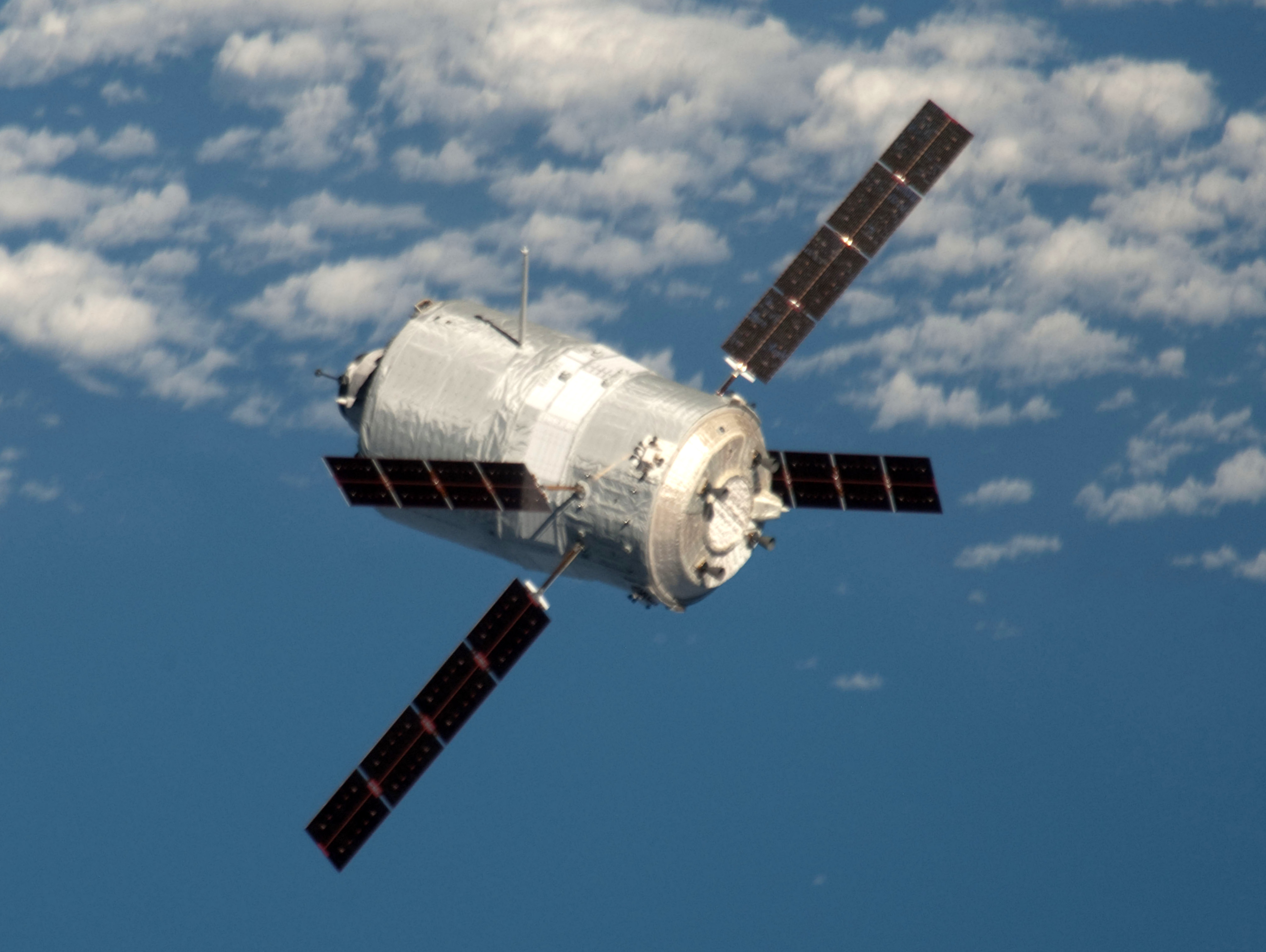
El ATV Edoardo Amaldi acercándose a la Estación Espacial Internacional en 2012

Una revisión del programa Constelación en 2009 por parte de la Comisión Augustine, impulsada por la nueva Administración Obama, había descubierto que en cinco años de funcionamiento ya estaban cuatro años por detrás de su objetivo lunar para 2020 y que, lamentablemente, no contaba con fondos suficientes; el único elemento que merecía la pena continuar era el Vehículo de Exploración de Tripulación, que desempeñaba el papel de cápsula de escape de una estación espacial. Esto llevó en 2010 a que la Administración cancelara el programa retirando fondos del proyecto de presupuesto para 2011. Una protesta pública provocó la congelación del programa en lugar de su cancelación total, y se inició un estudio sobre la forma de reducir los costos, en el que se llegó a la conclusión de que era posible continuar si se hacía hincapié en la búsqueda de financiación alternativa, la reducción de la complejidad mediante la reducción de las posibilidades de centrarse en la Luna y el espacio ultraterrestre en lugar de en Marte y la reutilización de los equipos existentes, reduciendo la gama de equipos que requerían desarrollo. La lanzadera Ares 1, destinado a vuelos de tripulación con importantes problemas de diseño, con sobrepeso, propenso a vibraciones peligrosas y en caso de una falla catastrófica, su radio de explosión excedió el rango de eyección de los sistemas de escape, fue cancelado y la capacidad del Ares 5 fue reducida en un tercio y rebautizado con el nombre de Sistema de lanzamiento espacial (SLS), sirviendo a las dos funciones anteriores, los tres diferentes diseños de Vehículos de Exploración de Tripulación se fusionaron en un único Vehículo de Exploración de Tripulación de Tripulación Multipropósito. 
En mayo de 2011 el director general de la ESA  Agencia Espacial Europea anunció una posible colaboración con la NASA para trabajar en un sucesor del Vehículo de Transferencia Automatizada (ATV) de la ESA. La provisión de este sucesor por parte de la ESA podría tenerse en cuenta para su participación del 8% en los costes operativos de la Estación Espacial Internacional (ISS); las misiones ATV que reabastecieron la estación solo cubrieron esta obligación hasta 2017.
El 21 de junio de 2012, Astrium anunció que se le habían adjudicado dos estudios independientes para evaluar posibles misiones futuras sobre la base de la tecnología y la experiencia adquirida en el desarrollo del ATV y del Laboratorio Columbus. El primer estudio se centró en la construcción de un módulo de servicio que se utilizaría junto con la cápsula de Orión. El segundo examinó la producción de un vehículo orbital polivalente y versátil. El valor de cada estudio fue de 6,5 millones de euros.
En noviembre de 2012, la ESA obtuvo el compromiso de sus Estados miembros para construir un módulo de servicio derivado del ATV para Orión, para volar en el vuelo inaugural del Sistema de Lanzamiento Espacial (SLS), cumpliendo así con la obligación presupuestaria de la ESA con la NASA en relación con la ISS para 2017-20. No se tomó ninguna decisión sobre el suministro del módulo para los vuelos posteriores de Orion.

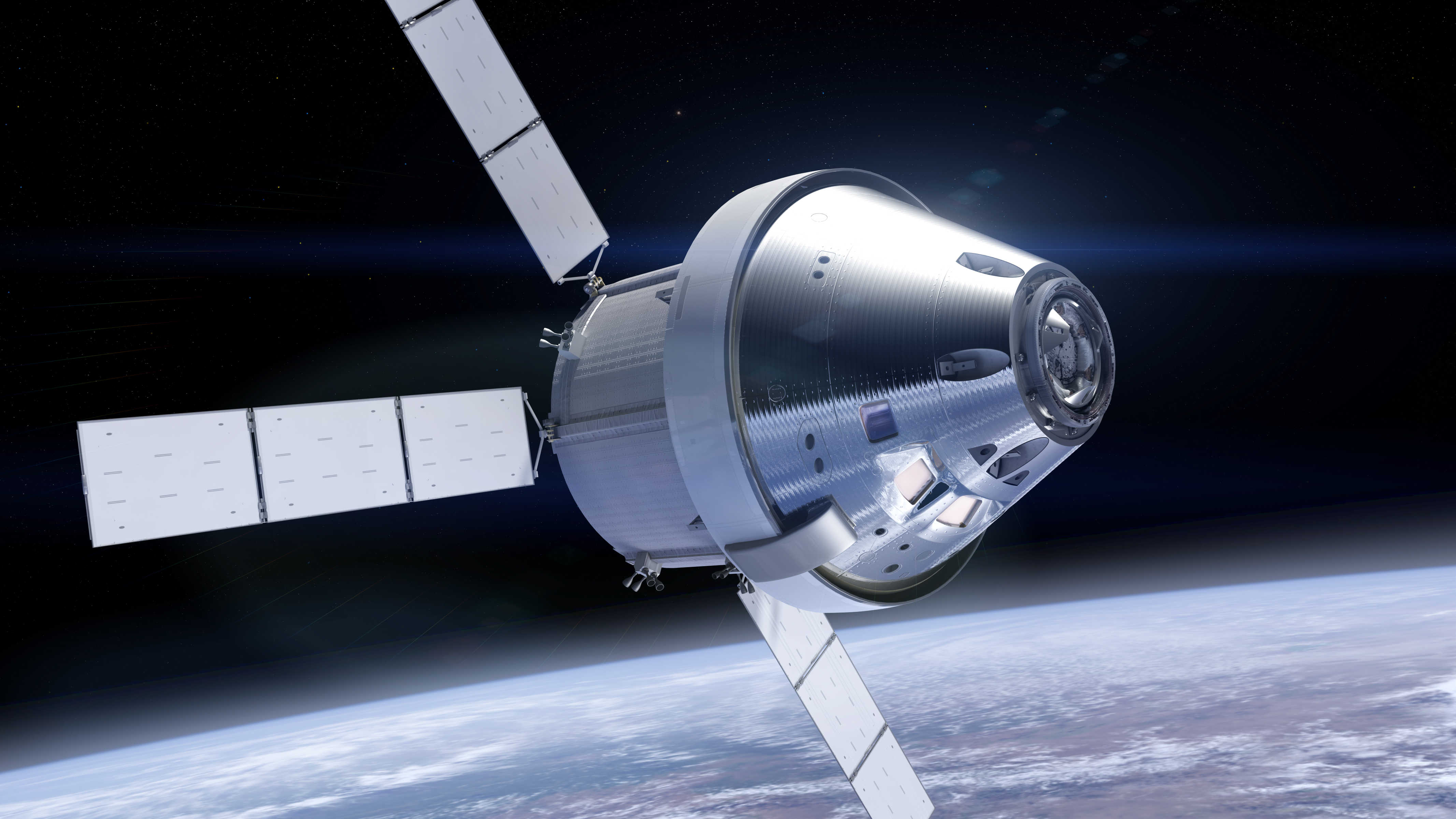
Nave espacial Orion incluyendo el Módulo de Servicio derivado del ATV

En enero de 2013, la NASA anunció su acuerdo, hecho en diciembre anterior, de que la ESA construiría el módulo de servicios para Misión de Exploración 1, entonces programado para 2017. Este módulo de servicio no era necesario para Exploration Flight Test 1 en 2014, ya que utilizaba un módulo de servicio de prueba suministrado por Lockheed Martin. El 17 de noviembre de 2014, la ESA firmó un contrato de precio fijo de 390 millones de euros con Airbus Defence and Space para el desarrollo y la construcción del primer módulo de servicio basado en ATV. En diciembre de 2016, los Estados miembros de la ESA acordaron que ampliarían su compromiso con la ISS hasta 2024, y que suministrarían un segundo módulo de servicios, como parte de la obligación presupuestaria resultante.
El nuevo diseño de los paneles solares, que sustituye al diseño UltraFlex circular de ATK, iEs por Airbus Defence and Space, cuya filial, Airbus Defence and Space Netherlands (entonces conocido como Dutch Space), construyó el conjunto de cuatro paneles en forma de X del ATV. El conjunto del ATV generó 4,6 kilovatios. La versión actualizada del módulo de servicio generará unos 11 kilovatios, y medirá unos 62 pies (18,9 m) cuando se extienda.
En septiembre de 2015, Thales Alenia Space firmó un contrato con Airbus Defence and Space para desarrollar y producir sistemas termomecánicos para el módulo de servicio, incluyendo la protección de estructuras y micrometeoritos, el control térmico y el almacenamiento y distribución de consumibles.

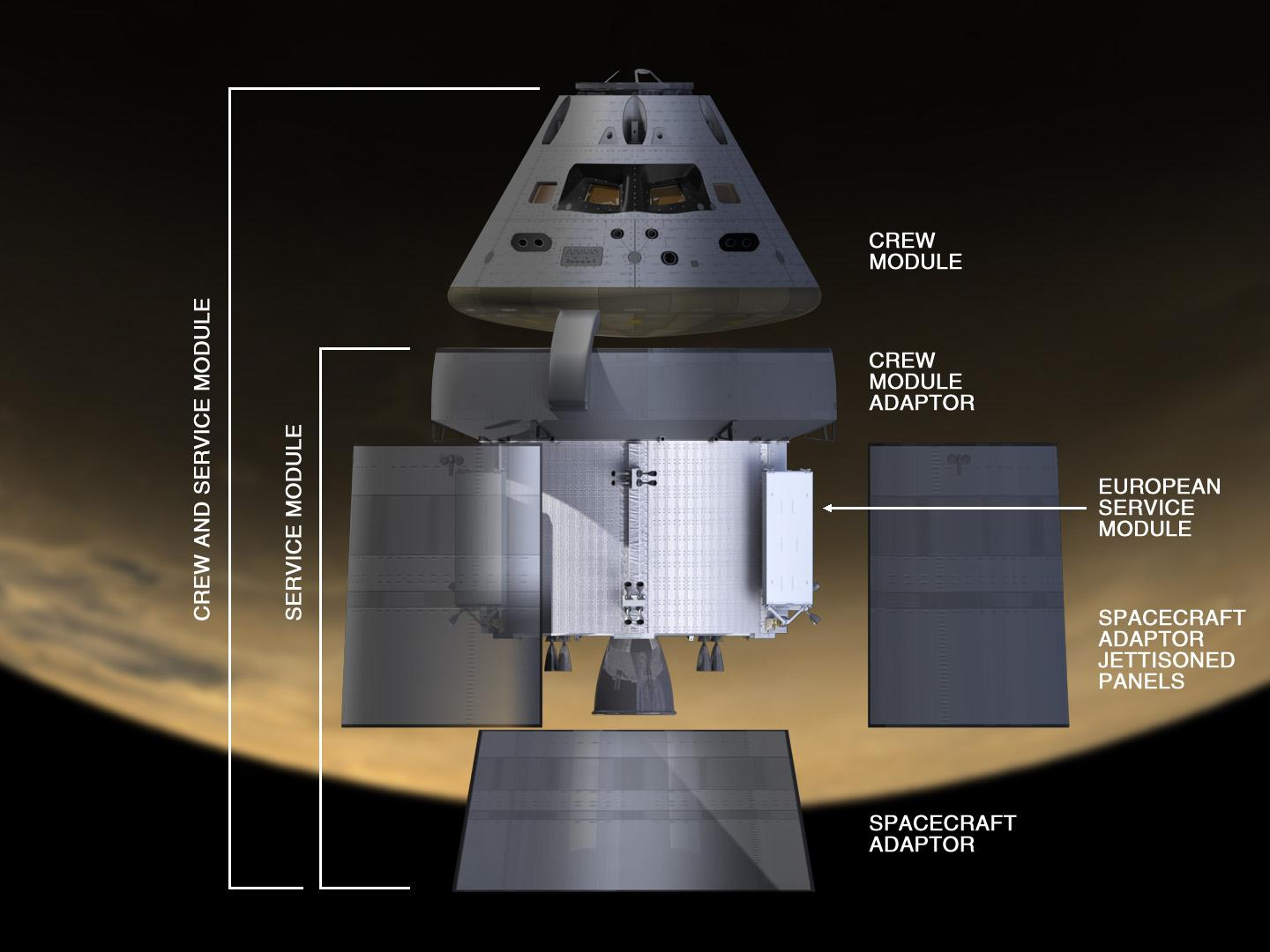
Módulo de Servicio mostrado con el Módulo Tripulación, adaptadores y paneles de carenado

Lockheed Martin está construyendo los dos adaptadores, conectando el módulo de servicio al módulo de tripulación y a la etapa superior del SLS, y también los tres paneles carenado de la carga útil que son desechados después de proteger el módulo de servicio durante el lanzamiento y el ascenso.
El 16 de febrero de 2017 se firmó un contrato de 200 millones de euros entre Airbus y la Agencia Espacial Europea para la producción de un segundo módulo de servicio europeo que se utilizará en el primer vuelo tripulado de Orion.
El motor principal del módulo de servicio para la Misión de Exploración 1 será un Sistema de maniobra orbital (OMS), Motor AJ10-190, sobrante del programa del Transbordador espacial, en el que voló en 19 misiones y llevó a cabo 89 quemaduras. Se pretende que el OMS se utilice para los tres primeros módulos de servicio y se están considerando cuatro diseños de motores alternativos para vuelos posteriores, aunque se cree que incluyen el AJ10-118k; utilizado para la segunda etapa del Delta II es una versión más ligera y potente en la misma familia de motores del AJ10 cuyo linaje comenzó con el Vanguard.
En comparación con el módulo de servicio de mando Apolo, que anteriormente llevaba al hombre a la Luna, el módulo de servicio Orion genera aproximadamente el doble de electricidad (11,2 kW frente a 6,3 kW), pesa casi un 40% menos de combustible (15.461 kg frente a 24.520 kg) y es un 12% más pequeño. (208.66 m²vs 238 m² volumen) que soporta el entorno para un volumen habitable ligeramente mayor en el módulo de tripulación (8.95 m³ vs 6.17 m³) aunque tendrá un poco más de un tercio menos de delta v (1800 m/s vs 2800 m/s). El módulo de servicio de Orion será capaz de soportar una tripulación de cuatro personas durante 21 días contra la resistencia de 14 días para el Apollo de tres hombres.

## Especificaciones
| Dimensiones              | 4 m de largo 4,1 m de diámetro, excluyendo los paneles solares, 5,2 m de diámetro estibado 19 m con las alas desplegadas |
| Motor principal          | 1 Sistema de maniobra orbital (OMS) del Transbordador espacial que provee 26.6 kN                                        |
| Motor secundario         | 8 490 N Aerojet R-4D-11 Propulsores auxiliares que proporcionan 3.92 kN                                                  |
| Propulsores de maniobra  | 24 220 N Sistema de control de reacción Airbus Motores en seis vainas de cuatro                                          |
| Capacidad de combustible | 9.000 kg en cuatro depósitos de 2000 l de propulsor, 2 óxidos mixtos de nitrógeno (MON) y 2 monometilhidracina (MMH)     |
| Generación de energía    | 11.2 kW de 4 alas de 7.375 m con 3 paneles solares cada una                                                              |
| Consumibles              | 240 kg de agua en cuatro tanques, 90 kg de oxígeno en tres tanques, 30 kg de nitrógeno en un tanque                      |

## Crítica
Hélène Huby, la gerente general de La Compañía de Exploración, recordando que el módulo de servicio se basa en tecnología ya con dos décadas de antigüedad, y abandonada en 2015 (el vehículo de transferencia automatizado), calificó la participación europea de "frustrante."